# Marquesado de Prado Alegre
El marquesado de Prado Alegre es un título nobiliario español creado el 27 de agosto de 1772 por el rey Carlos III, con el vizcondado previo de Tejada, en favor de Francisco de Pablo Fernández de Tejada y Arteaga, regidor perpetuo y alcalde ordinario de México.

## Marqueses de Prado Alegre
|                         | Titular                                                 | Periodo                 |
| Creación por Carlos III | Creación por Carlos III                                 | Creación por Carlos III |
| ----------------------- | ------------------------------------------------------- | ----------------------- |
| I                       | Francisco de Pablo Fernández de Tejada y Arteaga        | 1772-¿?                 |
| II                      | María Francisca Pablo Fernández Luna                    |                         |
| III                     | María Josefa Rodríguez de Pedroso y Fernández de Tejada |                         |
| IV                      | Juana de Dios Viana Rodríguez de Pedroso                |                         |
| V                       | Teresa de Goyeneche y Viana                             | 1850-                   |
| VI                      | Ignacio Muñoz de Baena y Goyeneche                      | 1876-1893               |
| VII                     | María Teresa Muñoz de Baena y Velluti                   | 1894-1935               |
| VIII                    | Ana María de Prendergast y Muñoz de Baena               | 1953-1961               |
| IX                      | Matías de Oñate y Prendergast                           | ¿?-1961                 |
| x                       | Matías de Oñate y García de la Rasilla                  | 1966-hoy                |

## Armas
Escudo cuartelado por una cruz de San Juan, de oro. 1.°, en campo de sinople, dos castillos, de plata, sumados sus homenajes de una bandera, de plata, con una cruz, de gules; 2.°, en campo de azur, dos medias lunas, de plata, rodeadas de trece estrellas, de oro; 3.°, en campo de plata, un león rampante, de gules, armado, linguado y coronado de oro, y 4.°, en campo de plata, un tejo copado, con un oso de su color atado a una de sus ramas. Lema: «Beatificamus eos qui sustinuerunt».

Ampelio Alonso de Cadenas y López, Adolfo Barredo de Valenzuela, en Títulos Nobiliarios españoles vinculados con Hispanoamérica y su Heráldica.

## Historia de los marqueses de Prado Alegre

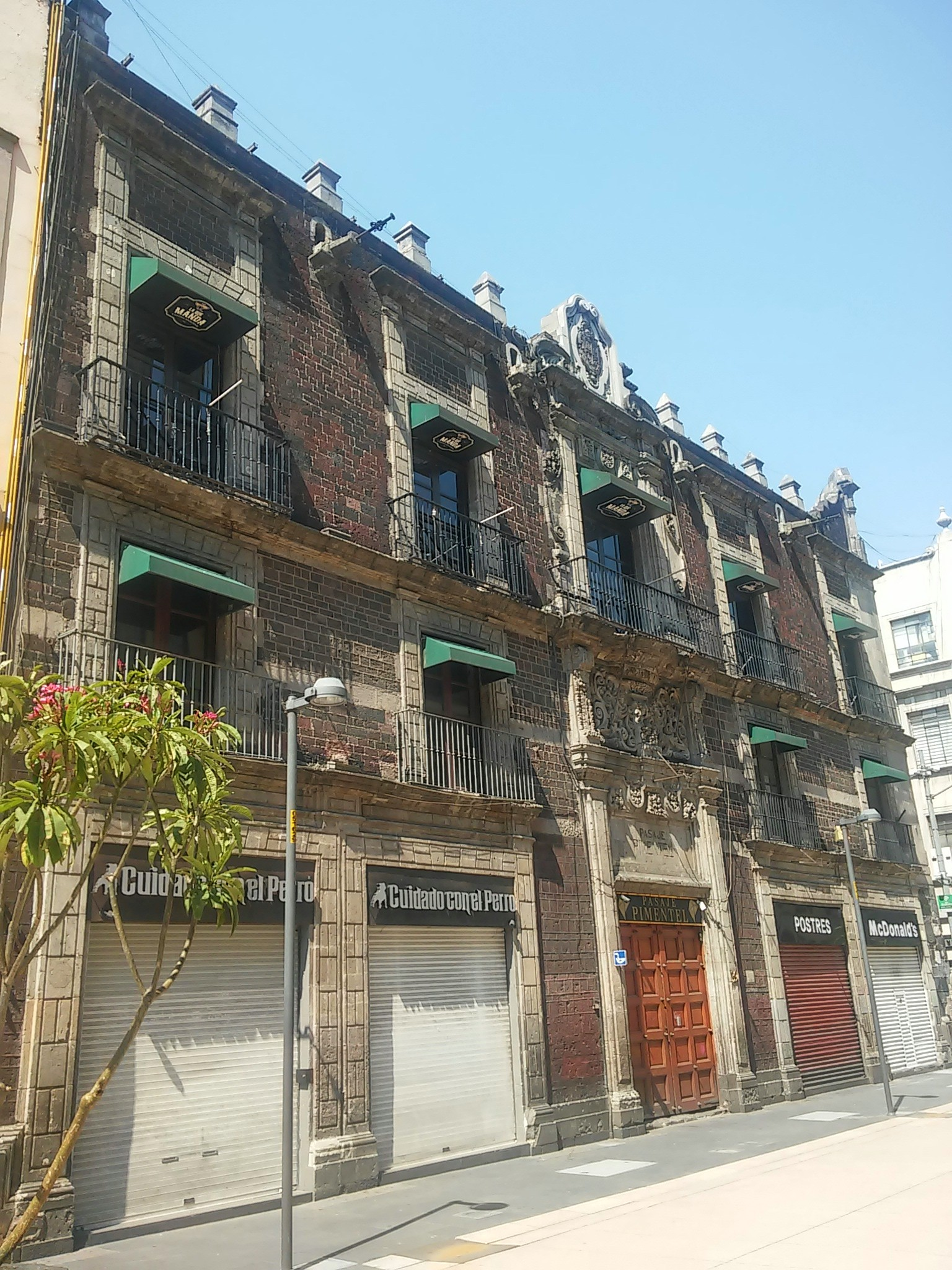
Casa del Marquesado del Prado Alegre en la calle Fco. I Madero 34, en el centro histórico de la Ciudad de México

- Francisco de Pablo Fernández de Tejada y Arteaga (n. México, 25 de enero de 1703),[3] I marqués de Prado Alegre, regidor perpetuo y alcalde ordinario de México, prior del tribunal de su Real Consulado, familiar del Santo Oficio, caballero de la Orden de Calatrava[2] y comandante del regimiento de artillería de Nueva España.[3]

Casó el 4 de diciembre de 1729 con Josefa Isabel de Luna Sarmiento y Valladares. Le sucedió su hija:
- María Francisca Pablo Fernández Luna, II marquesa de Prado Alegre.

Casó con Norberto García-Menocal y Pérez de Velasco, alcalde honorario de México y alcalde mayor de Colima. Le sucedió:
- María Josefa Rodríguez de Pedroso y Fernández de Tejada, III marquesa de Prado Alegre.

Casó con Francisco Leandro Viana Vehena, conde de Tepa, caballero de la Orden de Carlos III, ministro togado del Consejo de Indias. Le sucedió su hija:
- Juana de Dios Viana Rodríguez de Pedroso (m. 2 de noviembre de 1807), IV marquesa de Prado Alegre.

Casó, el 16 de agosto de 1790, con José María Allende Salazar y Zubialdea (m. 1824), regidor perpetuo de Madrid, I conde de Montefuerte. El 6 de julio de 1850 le sucedió su sobrina, hija de Guadalupe Viana y Rodríguez de Pedroso (n. 1782) y de Luis de Goyeneche y Muzquiz (1779-1845), conde de Saceda, de Gausa, marqués de Belzunce y de Ugena y caballero de la Orden de Santiago:
- Teresa de Goyeneche y Viana, V marquesa de Prado Alegre, conde de Saceda, de Gausa etc.

Casó con Joaquín Muñoz de Baena y Carrillo de Albornoz, regidor de Córdoba. El 5 de octubre de 1876 le sucedió su hijo:
- Ignacio Muñoz de Baena y Goyeneche (Madrid, 17 —¿19?— de noviembre de 1821-4 de enero de 1893),[8][11] VI marqués de Prado Alegre, gentilhombre de cámara y maestrante de Granada.[9]

Casó el 15 de octubre de 1854 con María Teresa Velluti y Tavira. El 9 de abril de 1894 le sucedió su hija:
- María Teresa Muñoz de Baena y Velluti (19 de noviembre de 1858-24 de abril de 1935), VII marquesa de Prado Alegre, condesa de Tepa.[8]

El 20 de diciembre de 1879 casó con Carlos Prendergast Roberts (1855-1929), general de división, gobernador militar de San Sebastián. El 30 de octubre de 1953, tras solicitud cursada el 27 de febrero de 1950 (BOE del 11 de marzo) y orden del 25 de febrero de 1953 para que se expida la correspondiente carta de sucesión (BOE del 4 de marzo), le sucedió su hija:
- Ana María de Prendergast y Muñoz de Baena (m. Madrid, 29 de diciembre de 1961),[14] VIII marquesa de Prado Alegre, VIII condesa de Gauza, marquesa de Ugena y marquesa de Belzunce, condesa de la Cimera, condesa de Goyeneche, condesa de Tepa y condesa de Saceda.

Casó con Matías de Oñate y López (1885-1971). En 1964, tras solicitud cursada el 23 de abril de 1958 (BOE del 6 de mayo), le sucedió su hijo:
- Matías de Oñate y Prendergast (Sarria, 6 de septiembre de 1910-Madrid, 21 de mayo de 1961), IX marqués de Prado Alegre, caballero del Santo Sepulcro de Jerusalén, camarero de capa y espada de Su Santidad.[8]

Casó con María del Patrocinio García de la Rasilla Navarro-Reverter. El 25 de febrero de 1966, tras orden del 12 de diciembre de 1963 para que se expida la correspondiente carta de sucesión (BOE del 6 de enero de 1964), le sucedió su hijo:
- Matías de Oñate y García de la Rasilla, X marqués de Prado Alegre.